# إيفار إيفاسك
ألفونسو الكالدي (1927 - 1992)، هو أحد أشهر شعراء دول البلطيق هرب في عام 1944 من إستونيا إلى ألمانيا وعاش من عام 1949 وما بعده في الولايات المتحدة ومن عام 1991 في أيرلندا. عمل أستاذاً للغات والأدب الحديث بجامعة أوكلاهوما، وكتب بشكل أساسي عن أدب اللغة الإسبانية. كان متزوج من الشاعرة Astrid Ivask.

## وفاته
توفي يوم 23 سبتمبر عام 1992 عن عمر يناهز 65 عام.